# Slimule živorodá
Slimule živorodá (Zoarces viviparus) je druh mořské ryby žijící u břehů Evropy, zejména v Severním a Baltském moři. Zdržuje se na šelfových mělčinách, často proniká také na dolním toky řek. Má velkou hlavu a úhořovitě protáhlé tělo šedohnědé barvy s příčnými černými pruhy. Kůže je pokryta silnou vrstvou slizu, hřbetní, ocasní a řitní ploutev splývá dohromady. Slimule může dosáhnout délky až půl metru a váhy přes půl kilogramu, většina ulovených exemplářů však nepřesahuje 30 cm. Dožívá se až deseti let. Živí se drobnými korýši a rybím potěrem.
Jde o jeden z živorodých druhů ryb. Páří se na konci léta a po zhruba čtyřměsíční březosti porodí samice naráz až čtyřicet plně vyvinutých mláďat. Tento fakt byl popsán už roku 1624, ale teprve v roce 2010 vědci zjistili, že ryba má ve vaječníku speciální váčky s výživnou tekutinou, která umožňuje zárodkům vyspět.